# Massimo Stano
Massimo Stano   (Grumo Appula, Itàlia, 27 de febrer de 1992) és un atleta italià especialitzat en les proves de marxa atlètica. Ha participat en 1 Olimpíada, guanyant la medalla d'or en la prova de 20 quilòmetres marxa dels Jocs Olímpics de Tòquio 2020. A més, ha guanyat 1 medalla d'or en el Campionat del Món d'Eugene 2022.

## Marques personals
| Disciplina | Marca           | Seu        | Data                 |
| ---------- | --------------- | ---------- | -------------------- |
| 20Km marxa | 1:17:45h NR     | La Corunya | 8 de juny de 2019    |
| 35Km marxa | 2:23:14h AR, NR | Eugene     | 24 de juliol de 2022 |

## Trajectòria professional
| Jocs Olímpics      | Jocs Olímpics | Jocs Olímpics | Jocs Olímpics |
| Any                | Seu           | Posició       | Prova         |
| ------------------ | ------------- | ------------- | ------------- |
| 2020               | Tòquio        | 1             | 20Km marxa    |
| Campionat del Món  |               |               |               |
| 2015               | Pequín        | 19a posició   | 20Km marxa    |
| 2019               | Doha          | 14a posició   | 20Km marxa    |
| 2022               | Eugene        | 1             | 35Km marxa    |
| 2023               | Budapest      | DNF           | 20Km marxa    |
| 2023               | Budapest      | 7a posició    | 35Km marxa    |
| Campionat d'Europa |               |               |               |
| 2014               | Zúric         | 24a posició   | 20Km marxa    |
| 2018               | Berlín        | 4a posició    | 20Km marxa    |
| 2022               | Múnic         | 8a posició    | 20Km marxa    |